# Алис Гаст
Алис Питри Гаст (енгл. Alice Petry Gast), рођена 26. маја 1958, је шеснаести по реду председник Краљевског колеџа у Лондону. Председница колеџа постала је 1. септембра 2014. године. Као међународно признату научницу, Гастову је Амерички институт хемијских инжењера прогласио за једног од најбољих 100 инжењера/ки "модерног доба" у САД, у категорији "Вођство".